# Незримые фурии сердца
«Незримые фурии сердца» (англ. The Heart's Invisible Furies) — роман ирландского писателя Джона Бойна, опубликованный издательством Doubleday в 2017 году. Название романа вдохновлено цитатой философа Ханны Арендт, описывающей скрытые эмоции в сердце человека. Роман рассказывает о жизни главного героя, Сирила Эвери, с 1945 по 2015 годы. 
Роман получил призы Book of the Year Award (2017), Goldsboro Books Glass Bell Award (2018), вошёл в шорт-лист премии Irish Book Awards, в лонг-лист премии Dublin International Literary Award (2019), появился в списке New York Times Readers’ Favorite Books (2017).
На русском языке роман вышел в 2018 году в переводе Александра Сафронова в издательстве «Фантом Пресс».

## Сюжет
В 1945 году шестнадцатилетнюю Кэтрин Гоггин местный священник из Голина на службе публично опозорил за то, что она беременна, не будучи замужем. Кэтрин выгнали из дома, и она потратила те немногие деньги, что у нее были, на автобусный билет до Дублина. В автобусе она знакомится с молодым человеком, Шоном Макинтайром, который зовёт её разделить небольшую квартирку с ним и его соседом Джеком Смутом. Кэтрин решает отдать ребенка на усыновление, когда он родится, чтобы дать им обоим шанс выжить. Однажды в их квартиру вломился отец Шона и в пьяной ярости забил сына до смерти за то, что он гей. У Кэтрин начинаются стремительные роды и она рожает сына на полу рядом с окровавленным телом Шона, а безутешный Джек стоит на коленях у его трупа.
Сына Кэтрин усыновляют супруги Чарльз и Мод Эвери с Дартмут-сквер, которые называют его Сирилом. Они неоднократно напоминают Сирилу, что он не их родной сын, и он всегда называют их своими приемными родителями, не зная, кто его настоящие родители. В возрасте семи лет Сирил знакомится с Джулианом, сыном адвоката Чарльза, Макса Вудбида. Сирил мгновенно очаровывается его красотой, уверенностью в себе и знаниями в области сексуальных отношений. В это время Чарльза преследуют за уклонение от уплаты налогов, и Макс регулярно навещает его, а Сирил постоянно надеется, что он привезет с собой Джулиана. В конце концов Чарльза осудили после того, как его отношения с Максом испортились из-за интрижки с его женой Элизабет.
Спустя несколько лет после смерти Мод от рака, Сирила отправляют в Бельведер-колледж. Он удивлён и обрадован, когда ему говорят, что его новым соседом по комнате будет Джулиан. Сирил начинает питать к Джулиану очень романтические и эротические чувства; часто фантазирует о нём и испытывает сильную ревность ко всем, к кому Джулиан проявляет симпатию. После того, как они сбегают из школы, чтобы пойти в паб с девушками, Джулиана похищает ИРА из-за широко разрекламированных пробританских взглядов его отца. Макс отказывается платить выкуп, в результате чего Джулиан теряет несколько частей тела. Начинается общенациональный розыск, и в конце концов Джулиана находят и спасают, хотя теперь у него нет пальца на ноге, пальца на руке и одного уха.
В 1966, после окончания школы, Сирил работает в департаменте образования и изо всех сил старается поддерживать дружбу с Джулианом. Сирил снова встречается с чопорной религиозной фанатичкой Мэри-Маргарет Маффет и начинает с ней странные платонические отношения. После стычки в парламенте, он теряет работу. Сирил изо всех сил скрывает свою гомосексуальность, часто отправляясь по ночам в места, где можно найти секс с другими мужчинами. В одну такую ночь он оказывается задержанным полицейским в общественном туалете, в придачу его выследила «невеста». Но неожиданно на улице на троицу падает статуя адмирала Нельсона, полицейский и Мэри-Маргарет погибают. Сирил бежит с места происшествия.
В 1973 году он возобновляет знакомство с младшей сестрой Джулиана, Алисой. Они находят общий язык, начинают отношения и в конце концов обручаются, несмотря на то, что Сирил не испытывает к ней физического влечения. Несколько раз он почти признаётся в своей гомосексуальности, но всегда теряет самообладание. В день свадьбы Сирил импульсивно целует Джулиана и признаётся ему в своих чувствах. Разгневанный Джулиан заставляет Сирила жениться на его сестре, так как Алиса уже однажды была брошена перед алтарём. На свадебном приёме Сирил всё-таки извиняется и сбегает.
Сирил оказывается в Амстердаме и начинает встречаться с голландским врачом Бастианом, с которым знакомится в ирландском пабе Джека Смута. Бастиан и Сирил приходят домой однажды и находят избитого словенского подростка Игнаца возле своего дома. Они забирают его, находят ему работу в пабе Джека и со временем становятся ему своеобразными приёмными отцами. Игнац рассказывает им, что бабушка отправила его в Амстердам жить к отцу, который затем заставил его работать мальчиком по вызову . Через несколько месяцев отец Игнаца приходит в паб и принуждает его вернуться к работе. В драке его убивает Джек Смут. 
В 1987 году Сирил, Бастиан и Ингац переехали в Нью-Йорк, где Бастиан работает исследователем СПИДа в Маунт-Синай. Сирил поддерживает разговорами пациентов, у которых нет друзей или семьи. Однажды Сирил заходит в палату и с ужасом обнаруживает Джулиана на последней стадии СПИДа. Джулиан рассказывает Сирилу, что оставил Алису беременной и у него есть сын Лиам. Несколько дней спустя Бастиан вызывает Сирила в больницу, потому что Джулиан умирает. Когда Сирил и Бастиан уходят той ночью домой, на них нападает группа головорезов, которые тяжело ранят Сирила и убивают Бастиана.
К 1994 году Сирил вернулся в Ирландию и работает в библиотеке Дойл Эрен. Он все еще оплакивает Бастиана и имеет напряженные отношения с Алисой и Лиамом. Чарльз снова в тюрьме и находится на ранней стадии слабоумия. После того, как в его мозгу обнаруживают опухоль, его выпускают из сострадания, и Сирил спрашивает, может ли он жить в своем старом доме на Дартмут-сквер, который сейчас занимают Алиса, ее партнёр (также носящий имя Сирил) и Лиам. Алиса соглашается, и Чарльз умирает несколько недель спустя, закончив все романы Мод (которые стали международными бестселлерами после ее смерти).
В 2001 году Сирил сопровождает Игнаца в Словению для его последнего книжного тура. Они идут к дому детства Игнаца, потом приходят в бар, где Игнац рассказывает, что переехал к бабушке после смерти матери, но сбежал из дома после того, как бабушка начала продавать его мужчинам. На Рождество Сирил отправляется в больницу, где у Лиама и его жены рождается второй ребёнок, которого они называют Джулианом. Выходя из больницы, Сирил видит плачущую пожилую женщину в больничной часовне и узнаёт в ней Кэтрин Гоггин, которую он встречал несколько раз за эти годы. Кэтрин оплакивает сына, умершего ранее в тот же день. Она признаётся Сирилу, что несколько десятилетий назад отдала на усыновление другого ребёнка. Это в конце концов приводит Сирила к осознанию того, что он и есть тот самый сын.
В 2008 году Сирил и Кэтрин посещают её родной город Голин, где она вспоминает свое детство и изгнание. Она признаётся Сирилу, что его биологическим отцом был муж её тёти.
В 2015 году Сирил, которому сейчас за семьдесят, готовится к свадьбе в доме Лиама на Дартмут-сквер, полном его большой семьи. Сирил начинает видеть людей из своего прошлого, включая Чарльза, Мод, Бастиана и Джулиана, которые указывают ему, что он скоро умрёт. Семья приезжает в церковь, где Кэтрин, которой сейчас за восемьдесят, выходит замуж за мужчину, с которым она познакомилась в интернете. Перед церемонией она и Сирил размышляют о том, как сильно изменилась Ирландия за их жизнь. Сирил ведет свою мать к алтарю в окружении членов семьи.

## Литературные особенности
Роман содержит упоминания сексуальных практик, поэтому имеет маркировку 18+.